# Propermodiscus
Propermodiscus es un género de foraminífero bentónico considerado un sinónimo posterior de Archaediscus de la subfamilia Archaediscinae, de la familia Archaediscidae, de la superfamilia Archaediscoidea, del suborden Fusulinina y del orden Fusulinida. Su especie tipo era Hemigordius ulmeri. Su rango cronoestratigráfico abarcaba desde el Tournasiense hasta el Viseense (Carbonífero inferior).

## Discusión
Algunas clasificaciones más recientes hubiesen incluido Propermodiscus en el Suborden Archaediscina, del Orden Archaediscida, de la Subclase Afusulinana y de la Clase Fusulinata.

## Clasificación
Propermodiscus incluía a la siguiente especie:
- Propermodiscus ulmeri †